# Inflammasom

Schema des Inflammasoms NLRP3

Inflammasome sind zytosolische Multiproteinkomplexe des angeborenen Immunsystems, die verantwortlich sind für die Aktivierung von Entzündungsreaktionen. Aktivierung des Inflammasoms und Bildung des Multiproteinkomplexes führen zur proteolytischen Spaltung, Maturierung und Sekretion der pro-inflammatorischen Zytokine Interleukin-1β (IL-1β) und Interleukin-18 (IL-18). Außerdem wird Gasdermin-D gespalten, dessen N-terminales Fragment dann eine spezielle Form von pro-inflammatorischem Zelltod, genannt Pyroptose, induziert. Gasdermin-D ist auch verantwortlich für die Sekretion der maturierten Zytokine, wahrscheinlich durch die Bildung von Poren in der Plasmamembran während der Pyroptose. Traditionell wurden Inflammasome vor allem in professionellen Immunzellen des angeborenen Immunsystems wie beispielsweise Makrophagen studiert. Neuere Studien zeigen allerdings, dass Inflammasomkomponenten auch in verschiedenen epithelialen Geweben exprimiert sind, wo sie eine wichtige Rolle als erste Verteidigungslinie spielen. Inflammasome werden durch verschiedene Typen zytosolischer Pattern Recognition Receptors (PRRs) aktiviert, welche verschiedene Pathogen-assoziierte molekulare Muster (PAMPs) oder Schaden-assoziierte molekulare Muster (DAMPs, englisch Danger-associated molecular patterns) detektieren. Diese PRRs umfassen NLRs (engl. nucleotide-binding oligomerization domain and leucine-rich repeat-containing receptors), AIM2 (englisch  Absent in melanoma 2), IFI16 (IFN-inducible protein 16) und Pyrin. (B&D) Die verschiedenen Inflammasomrezeptoren interagieren mit dem Adaptorprotein ASC, das dann die inaktive Form von Caspase-1, pro-Caspase-1, rekrutiert und durch proteolytische Spaltung aktiviert. Die aktivierte Caspase kann nun die Maturierung der pro-inflammatorischen Zytokine IL-1β und IL-18 katalysieren und Gasdermin-D spalten. Neben diesen sogenannten kanonischen Inflammasomen wurde auch das non-kanonische Inflammasome beschrieben, das unabhängig von Caspase-1 ist. Stattdessen wird zytosolisches Lipopolysaccharid direkt von einer anderen Caspase detektiert (Caspase-11 in Mäusen, Caspase-4 und 5 in menschlichen Zellen). Eine Fehlregulation des Inflammasoms kann zu verschiedenen Krankheiten wie Krebs, Autoimmunerkrankungen, metabolischen und neurodegenerativen Krankheiten führen.
Außerdem sind mehrere, selten auftretende Mutationen im Menschen beschrieben, die die Sensormoleküle NLRP3 und NLRC4 betreffen. Die betroffenen Patienten zeigen eine Bandbreite an entzündungsbedingten Symptomen, die verschieden stark ausgeprägt sein können.

## NLRP1-Inflammasom
NLRP1B in Mäusen wird aktiviert als Antwort auf Bacillus anthracis lethal toxin. Das Toxin spaltet NLRP1b proteolytisch, was zu Ubiquitinierung des Rezeptors und Degradation im Proteasom führt. Diese Degradation generiert ein C-terminales Fragment, welches dann an den Rest des Proteins bindet, sodass eine Bindungsstelle für die Bildung des Multiproteinkomplexes exponiert wird.

## NLRP3-Inflammasom
NLRP3 (oder Cryopyrin; kodiert durch das Gen NLRP3, auch NALP3, früher CIAS1) kann durch eine Vielzahl an Stimuli aktiviert werden. Diese umfassen unter anderem die DAMPs Harnsäurekristalle, Siliciumdioxidkristalle, Titandioxidkristalle, Asbest und das Adjuvans Aluminiumhydroxid, wie auch bakterielle und virale PAMPs und Toxine. Die verschiedenen Stimuli konvergieren am Ende in niedriger intrazellulärer Kaliumkonzentration als Aktivator für das NLRP3 Inflammasom.

### Erbkrankheiten im Zusammenhang mit NLRP3
Eines der Proteine, aus denen das Inflammasom aufgebaut ist, ist NRLP3 (oder Cryopyrin).
Eine Mutation im Gen NRLP3, welches Cryopyrin codiert, führt zu einer angeborenen Erkrankung, die innerhalb der ersten Lebenswochen zu einer entzündlichen Systemerkrankung führt mit Fieber, Hautausschlag, Gelenkschäden vorwiegend der Kniegelenke, Schwerhörigkeit und geistiger Behinderung aufgrund einer chronischen Gehirnhautentzündung (Meningitis). Dieses Syndrom wird als Inflammatorische Multisystemerkrankung des Neugeborenen (Neonatal Onset Multisystem Inflammatory Disease, NOMID) bezeichnet. Die Letalität liegt bei 20 %.  Eine Behandlung mit dem Interleukin-1-Rezeptor-Antagonisten Anakinra führt bei Betroffenen zu einer deutlichen Besserung von Symptomen und laborchemischen Entzündungszeichen.
Weitere angeborene Syndrome, die durch Mutation von CIAS1 hervorgerufen werden, sind das Familial Cold Autoinflammatory Syndrome (FCAS) und das Muckle-Wells-Syndrom (MWS). Beide Syndrome haben einen milderen Verlauf und sind gekennzeichnet durch Episoden mit Hautausschlag und systemischen Entzündungszeichen, es fehlen aber Gelenkveränderungen, chronische Meningitis und geistige Behinderung.
NOMID, FCAS und MWS werden den periodischen Fiebersyndromen zugerechnet.

### Aktivierung des NLRP3-Inflammasoms durch Natriumuratkristalle bei Patienten mit Gicht
Aktivierung des NLRP3-Inflammasoms durch Cholesterol- oder Monosodiumureatkristalle spielt eine Rolle in Entzündungskrankheiten wie beispielsweise Arteriosklerose und Gicht. Der Mechanismus, wie Natriumuratkristalle nach der Phagozytose die intrazelluläre Kaliumkonzentration senken, war lange unklar. 2011 wurde berichtet, dass Endosomen, die Natriumuratkristalle enthalten, mit sauren Lysosomen verschmelzen. Der niedrige pH-Wert der Phagolysosomen verursacht eine massive Ausschüttung von Natrium und erhöht so die intrazelluläre Osmolarität. Diese wird durch passive Zufuhr von Wasser durch Aquaporine ausgeglichen, was zum Anschwellen der Zellen führt. Dadurch wird die intrazelluläre Kaliumkonzentration auf Werte unterhalb des Schwellwerts von 90 mM gesenkt, bei dem das NLRP3-Inflammasom aktiviert wird. In vitro verminderten die Inhibitoren der lysosomalen Säurebildung (Ammoniumchlorid, Chloroquin) und der Aquaporine (Quecksilber(II)-chlorid; Phloretin) signifikant die Produktion des IL-1β. Auch in vivo kann Chloroquin als pharmakologischer Inhibitor der lysosomalen Ansäuerung benutzt werden und reduziert die IL-1β-Produktion signifikant. Folglich kann Chloroquin als potentielles Therapeutikum der refraktären Gicht gesehen werden. Eine Zulassung für diese Anwendung besteht nicht.

## NAIP/NLRC4-Inflammasom
Im Gegensatz zu anderen Inflammasomkomplexen verwendet NLRC4 NAIPs (engl. NLR family apoptosis inhibitory proteins) als Rezeptoren für PAMPs. NAIPs werden durch die Bindung von zytosolischen bakteriellen PAMPs, nämlich Komponenten des Typ-3-Sekretionssystems und Flagelline, den molekularen Baustein des Flagellums, aktiviert. Nach der Ligandbindung können die NAIPs mit NLRC4 interagieren und die Bildung des Multiproteinkomplexes initiieren, der dann pro-Caspase-1 rekrutiert.

## AIM2-Inflammasom
Das AIM2-Inflammasom ist ein Detektor für zytosolische doppelsträngige DNA und spielt eine wichtige Rolle in der Koordination von Immunantworten auf virale und bakterielle intrazelluläre Infektionen. AIM2 kann auch durch DNA der Wirtszelle aktiviert werden, was in Entzündungskrankheiten wie Psoriasis vorkommt.

## IFI16-Inflammasom
Ähnlich wie AIM2 ist auch IFI16 (IFN-inducible protein 16) ein DNA Detektor, allerdings ist IFI16 ein DNA-Sensor im Zellkern und nicht im Zytosol. IFI16 in menschlichen Zellen, wie auch das Mausortholog IFI204, spielen eine wichtige Rolle in der Regulation der Interferonproduktion während bakterieller und viraler Infektionen. Für die Infektion mit HIV wurde gezeigt, dass IFI16 mit viraler DNA interagiert, Caspase-1 aktiviert und zum Zelltod in CD4+-T-Zellen führt.

## Pyrin-Inflammasom
Die Bildung des Pyrin-Inflammasoms detektiert Störungen in der Dynamik des Zytoskeletts, welche durch bakterielle Toxine und Effektorprotein initiiert werden. Genauer gesagt wird die Inaktivierung der Rho-GTPase RHOA durch diese bakteriellen Faktoren detektiert.

## Das nicht-kanonische Inflammasom
Der Name „nicht-kanonisches Inflammasom“ rührt daher, dass diese Inflammasomkomplexe unabhängig von Caspase-1 agieren. In Mäusen ist Caspase-11 für das nicht-kanonische Inflammasom verantwortlich, während die entsprechenden Sensoren in menschlichen Zellen Caspase-4 und Caspase-5 sind. Alle diese Caspasen binden intrazelluläres LPS direkt und bilden danach den makromolekularen Komplex zur Spaltung von Gasdermin-D. Außerdem können nicht-kanonische Inflammasome indirekt auch das NLRP3-Inflammasom aktivieren, indem Kalium durch die von Gasdermin-D gebildeten Membranporen aus der Zelle herausfliesst. Das NLRP3-Inflammasom kann dann die Vorstufen der proinflammatorischen Zytokine prozessieren und zur Ausschüttung von IL-1β und IL-18 als Antwort auf die Aktivierung des nicht-kanonischen Inflammasoms führen.